# Hockey Club Ambrì-Piotta
Le Hockey Club Ambrì-Piotta (plus communément appelé HC Ambrì-Piotta ou même simplement Ambrì) est un club de hockey sur glace fondé en 1937. Il est basé dans la localité d'Ambrì, située dans la commune de Quinto au Tessin en Suisse.
Il évolue en National League, le plus haut échelon du hockey sur glace en suisse depuis 1985. Il joue dans la Gottardo Arena depuis 2021.

## Histoire

### Origines: des années 1930 aux années 1950
Le HC Ambrì-Piotta a été fondée en 1937, il tire son nom des deux hameaux les plus peuplés de la commune de Quinto dans la vallée de la Léventine : Ambrì et Piotta. Son premier terrain de jeu était la patinoire dite de "Pista de Cava", dépourvue de couverture, elle jouissait de glace naturelle dans une ancienne carrière abandonnée.
Durant ses premières saisons d'existence, le HC Ambrì-Piotta a évolué dans la ligue régionale suisse et en Série B, une ligue non-professionnelle située en dessous de la Ligue nationale A et de la Ligue nationale B. Un tournant est atteint lors de la saison 1947-1948 durant laquelle le club prend part au championnat de Ligue nationale B, remportant le groupe Est et la finale successive. Au cours des deux saisons suivantes, Ambrì-Piotta a à nouveau remporté le championnat de Ligue nationale B mais dans un système qui ne prévoyait ni promotion ni relégation. En 1949, est venu le premier entraîneur étranger de l'histoire du club, le Canadien Harry Vedan.
À la fin de la saison 1952-1953, les biancoblù, après avoir remporté leur groupe, ont défait le HC Bâle réussissant ainsi la première promotion historique en Ligue nationale A. Les saisons suivantes, Ambrì-Piotta a navigué en milieu de tableau avec un pic à la troisième place en 1957.

### Premier titre et retour en LNB: années 1960-70
À la fin de la saison 1962 Ambrì-Piotta a remporté le premier trophée de son histoire, en battant en finale de la Coupe de Suisse le HC Villars 5-3. Toutefois, deux saisons plus tard, en 1964, le club termine le championnat à la dernière place et est relégué en Ligue nationale B.
Au cours des cinq saisons suivantes, de 1964 à 1969, l'équipe est très proche de la promotion, mais échoue : elle est battue deux fois en prolongation pour une place en LNA, la première contre le Hockey Club La Chaux-de-Fonds et la seconde contre les Young Sprinters. Au cours des trois championnats suivants, la formule a changé avec la création d’une poule réunissant les équipes les moins bien classées de LNA et les mieux classées de LNB. Ambrì-Piotta se classe une fois à la deuxième place. Au cours de la saison 1969-1970, le club réussit à terminer à la première place et accède à la Ligue nationale A.
Une fois revenu en LNA, Ambrì-Piotta s’installe dans la deuxième moitié du classement avec des « pics » de deux quatrièmes places et une troisième place lors de la saison 1972-73. En 1972, grâce à la présence dans l'équipe de l'ancienne star de la NHL Andy Bathgate, qui officiait comme entraîneur-joueur, Ambrì-Piotta parvient en finale de la Coupe de Suisse où il échoue de peu contre le Genève-Servette HC (4-3). À la fin de la saison 1977-78, Ambrì-Piotta est huitième et dernier, le club subit une nouvelle relégation en LNB, quatorze ans après la précédente.

### Ascension en Ligue nationale A et succès européens: années 1980-1990
Le début des années 1980 est marqué par le retour en Ligue nationale A, réalisé en 1982 après quatre saisons passées en deuxième division, dans laquelle l'équipe frôle la promotion en 1980 et 1981. La saison 1982-83 voit Ambrì-Piotta terminer le championnat en huitième position; les Léventins ne conservent pas leur place dans la LNA, se classant cinquième position du groupe de promotion-relégation.
En 1984, le premier choix du repêchage de la LNH en 1977, Dale McCourt se joint au club. Marquant 391 points en 267matchs, il prend sa retraite en 1992. L’équipe retire son numéro 15, il s’agit du premier maillot retiré par l’équipe.
En 1985, le HCAP revient dans la Ligue Nation A ; dans le même temps, les Séries éliminatoires sont introduites pour décider du vainqueur du championnat, abandonnant la formule du groupe de poule finale. Au cours des dix saisons de 1987 à 1996, l'équipe accède toujours aux séries éliminatoires, atteignant six fois les demi-finales et quatre fois les quarts de finale.
Après la chute de l'Union soviétique au début des années 1990, le monde du hockey sur glace est submergé par une invasion de joueurs de la ligue soviétique. Les supporter vont dès lors s’identifier à Petr Malkov, Jurij Leonov, Igor Fedoulov, Valeri Kamenski (ce dernier étant membre du Club Triple Or), Dmitri Kvartalnov et Oleg Petrov.
De 1997 à 2000, sous la présidence d'Emilio Juri, l’équipe, dirigée par l'entraîneur canadien Larry Huras, remporte les plus grands succès de son histoire. Après une demi-finale perdue en 1998, l'année suivante, les biancoblù terminent pour la première fois la saison régulière à la première place. Malheureusement, ils s’inclinent face à leurs rivaux historiques du HC Lugano lors de la finale des séries éliminatoires. Malgré ce titre national manqué, deux titres arrivent en compétition européenne, la Coupe continentale et la Supercoupe d'Europe. La saison suivante, l’équipe défend son titre en Coupe continentale, mais s’inclinent face aux russes du Metallourg Magnitogorsk lors de la finale de la Supercoupe d’Europe.

### La lutte pour le maintien: années 2000-2010
Deux ans après la défaite en finale, la saison 2000-2001 se révèle plus compliquée : le club doit lutter pour son maintien. Si de 2002 à 2006, Ambrì parvient à se qualifier pour les séries éliminatoires, l’équipe est à chaque fois éliminée en quart de finale. En proie à des difficultés financière, le club s’enlise dans les bas-fonds de la LNA disputant chaque année les Séries pour le maintien. Si de 2007 à 2010 le club parvient à se maintenir facilement, en 2011 et en 2012, Ambrì doit disputer les matchs de barrage face au champion de la LNB pour se maintenir.
Durant ces années compliquées, le club parvient à atteindre deux fois les Séries éliminatoires. La première en 2013-2014, sous la direction de Serge Pelletier, l’équipe peut compter sur une première ligne composée d’Inti Pestoni, de Richard Park et d’Alexandre Giroux s’occupant d’inscrire les buts, pendant que Nolan Schaefer et Sandro Zurkirchen crée la surprise en formant le meilleur duo de gardien de la ligue. Malgré cela, il ne suffit que de 4 matchs au HC Fribourg-Gottéron pour les éliminer en quart de finale. La deuxième qualification, lors de la saison 2018-2019, Ambrì se classe à la cinquième place de la saison régulière renversant toutes les prédictions du début de saison. Ce résultat est dû en grande partie à la ligne composée de Dominic Zwerger, Marco Müller et Dominik Kubalík qui ont inscrit 134 points (56 buts et 78 passes). Kubalik est également le meilleur compteur de toute la ligue avec ses 57 points en 50 matchs. Lors des quarts de finale, l'équipe rencontre le HC Bienne qui s'avère être la bête noire des biancoblù, déjà en saison régulière Bienne les a battus quatre fois sur quatre rencontres. Les Tessinois perdent la série 4-1, mais parviennent à remporter un match éliminatoire, leur premier en 13 ans (le dernier remontant en 2006 contre Lugano). Grâce à ses performances en championnat, Ambrì se qualifie pour la première fois de son histoire pour la Ligue des champions en 2019-2020. L'équipe dirigée par Luca Cereda est également invitée à participer à la Coupe Spengler.

### Le renouveau: 2020
Le 5 avril 2021, le dernier match s'est joué au stade de Valascia. Le 11 septembre 2021, le club dispute son premier match dans son nouveau domicile, la Nuova Valascia, située à 600 m de l'ancienne patinoire. Possédant le plus faible budget de la National League depuis deux décennies, le club continue à défier la logique, formant chaque année de nouveaux jeunes espoir qui pour maintenir le club dans l’élite du hockey suisse, applique à la lettre la devise du club : « Se non puoi correre, allora cammina. Se non puoi camminare, allora striscia. Fai ciò che devi fare, però vai avanti e non mollare. Non mollare mai! » (Si vous ne pouvez pas courir, alors marchez. Si vous ne pouvez pas marcher, alors rampez. Faites ce que vous avez à faire, mais allez-y et n'abandonnez pas. Ne jamais abandonner!).

## Palmarès
- Championnat de Suisse de LNB : 1948[3], 1949[4], 1950[5], 1970[6]
- Coupe de Suisse : 1962[7]
- Coupe continentale : 1999[8], 2000[9]
- Supercoupe d'Europe : 1999[10]
- Coupe Spengler : 2022[11]

## Patinoire
Le Hockey Club Ambrì-Piotta a élu domicile dans 3 lieux différents au cours de son histoire :
- 1937 à 1959 : Le Cava
- 1959 à 2021 : la Patinoire de la Valascia
- Depuis 2021 : la Nuova Valascia

### Le Cava
Le premier terrain de jeu du Hockey Club Ambrì-Piotta est le Cava. Il s’agit en fait d’un terrain de football en plein air qui, pendant les mois d’hiver, est déneigé, puis arrosé pour que se forme une glace naturelle, l’aire de jeu est délimitée par des poutres en épicéa assemblée à chaque hiver. Le nom provient du fait qu’il s’agit du site d’une ancienne excavation de pierre utilisée lors de la création de la ligne ferroviaire du Gothard.

### La Valascia
En 1949, le besoin de moderniser les installations se fait sentir. La patinoire est déplacée de quelques dizaines de mètres pour pouvoir construire une tribune et des vestiaires. Le nouveau site est baptisé la Valascia.
En 1959, alors que le calendrier de la ligue commence de plus en plus tôt en automne, le club procède à l’installation de machines pour fabriquer artificiellement la glace. Le 13 décembre 1959 est reconnu comme la date officielle de création de la Valascia, car elle est inaugurée lors d’une rencontre internationale entre la Suisse et l’Italie, suivie par 4000 spectateurs. L’ancien site de Cava est aménager en place de parc pour cette nouvelle patinoire.
Au cours de la saison 1979-1980, un toit est construit, protégeant ainsi la glace des rayons du soleil et des intempéries. Malgré une rénovation en 2006, la patinoire peine à répondre aux normes de la ligue et est remplacée lors de la saison 2021-2022 par une nouvelle enceinte, construite non loin, la Nuova Valascia.

### Gottardo Arena
Pour remplacer le site historique du club, les dirigeants décide de construire un nouveau stade entre l’autoroute et l’aérodrome, Gottardo Arena. La nouvelle installation à une capacité de 6775 spectateurs, équivalent au code postal de la commune. Elle est inaugurée le 11 septembre 2021 contre le HC Fribourg-Gottéron.

## Structure
- Président : Filippo Lombardi[14]
- Vice-président : Massimo Frigerio
- Directeur sportif : Paolo Duca

## Personnalités de l’équipe

### Joueurs Actuels
| No    | Nom                 | Nat. | Position  | Arrivée                            |
| ----- | ------------------- | ---- | --------- | ---------------------------------- |
| +030, | Janne Juvonen       |      | Gardien   | 2022 - Jokerit                     |
| +035, | Davide Fadani       |      | Gardien   | 2023 - HC Lugano                   |
| +090, | Gilles Senn         |      | Gardien   | 2024 - HC Davos                    |
| +004, | Kodie Curran        |      | Défenseur | 2024 - Dinamo Minsk                |
| +007, | Isacco Dotti        |      | Défenseur | Formé au club                      |
| +026, | Simone Terraneo     |      | Défenseur | 2021 - CP Berne                    |
| +027, | Zaccheo Dotti       |      | Défenseur | 2020 - HC Ajoie                    |
| +050, | Olmo Albis          |      | Défenseur | Formé au club                      |
| +058, | Jesse Zgraggen      |      | Défenseur | 2024 - HC Ajoie                    |
| +059, | Dario Wüthrich      |      | Défenseur | 2023 - EV Zoug                     |
| +071, | Jesse Virtanen      |      | Défenseur | 2022 - Färjestad BK                |
| +072, | Tim Heed            |      | Défenseur | 2022 - HK Spartak Moscou           |
| +086, | Rocco Pezzullo      |      | Défenseur | Formé au club                      |
| +012, | Daniele Grassi – C  |      | Attaquant | 2020 - CP Berne                    |
| +013, | Manix Landry        |      | Attaquant | 2023 - Voltigeurs de Drummondville |
| +016, | Dominic Zwerger – A |      | Attaquant | 2017 - Silvertips d'Everett        |
| +017, | Miles Müller        |      | Attaquant | 2024 - Wildcats de Moncton         |
| +018, | Inti Pestoni – A    |      | Attaquant | 2021 - CP Berne                    |
| +022, | Diego Kostner       |      | Attaquant | 2016 - HC Lugano                   |
| +043, | Tim Muggli          |      | Attaquant | 2024 - EV Zoug                     |
| +044, | André Heim          |      | Attaquant | 2023 - Blues de Saint-Louis        |
| +061, | Philippe Maillet    |      | Attaquant | 2024 - Rocket de Laval             |
| +067, | William Hedlund     |      | Attaquant | 2022 - EV Zoug                     |
| +080, | Dominik Kubalík     |      | Attaquant | 2024 - Sénateurs d'Ottawa          |
| +081, | Floran Douay        |      | Attaquant | 2022 - SCL Tigers                  |
| +087, | Dario Bürgler – A   |      | Attaquant | 2020 - HC Lugano                   |
| +088, | Tommaso De Luca     |      | Attaquant | 2023 - Chiefs de Spokane           |
| +089, | Chris DiDomenico    |      | Attaquant | 2024 - HC Fribourg-Gottéron        |

### Capitaines
- De 1959 à 1960 :  Germano Juri[16]
- De 1961 à 1962 :  Flavio Juri
- De 1969 à 1970 :  Cipriano Celio
- De 1982 à 1983 :  Luca Rossetti
- De 1984 à 1985 :  Gabriele Fransioli
- De 1989 à 1990 :  Brenno Celio
- De 1990 à 1991 :  Dale McCourt
- De 1992 à 1993 :  Rick Tschumi
- De 1995 à 1998 :  Peter Jaks
- De 2001 à 2002 :  Tiziano Gianini
- De 2002 à 2003 :  John Fritsche
- De 2003 à 2009 :  Nicola Celio
- De 2009 à 2017 :  Paolo Duca
- De 2017 à 2018 :  Michael Fora
- De 2018 à 2019 :  Matt D'Agostini
- De 2019 à 2021 :  Elias Bianchi (it)
- De 2021 à 2022 :  Michael Fora
- Depuis 2022 :  Daniele Grassi

### Numéros retirés
- #8  Nicola Celio[1]
- #15  Dale McCourt
- #19  Peter Jaks
- #46  Paolo Duca

### Entraîneurs
- De 1947 à 1949 :  Giovanni Zamberlani[17]
- De 1949 à 1951 :  Harry Vedan
- De 1951 à 1953 :  Beat Rüedi
- De 1953 à 1958 :  Bob Kelly
- De 1958 à 1959 :  Larry Kwong
- De 1959 à 1960 :  Keller
- De 1960 à 1961 :  Ed Zukiwsky
- De 1961 à 1963 :  Herbert Ulrich
- De 1963 à 1964 :  Bob Bragagnolo
- De 1964 à 1965 :  Lasse Lilja
- De 1965 à 1968 :  Jiří Křen
- De 1968 à 1969 :  Jiří Anton
- De 1969 à 1970 :  Rudolf Killias
- De 1970 à 1971 :  Bob Hall
- De 1971 à 1972 :  Andrew Bathgate
- De 1972 à 1973 :  Josef Cvach
- De 1973 à 1974 :  Derek Holmes
- De 1974 à 1977 :  Jiří Křen
- De 1977 à 1978 :  Ivan Bencic
- De 1978 à 1979 :  Alpo Suhonen
- De 1979 à 1982 :  Jiří Křen
- De 1982 à 1983 :  Jean Cusson
- De 1983 à 1984 :  Lasse Lilja
- De 1984 à 1985 :  Peter Ustdorf
- De 1985 à 1986 :  Andrzej Szczepaniec
- De 1986 à 1987 :  Roland Von Mentlen
- De 1987 à 1990 :  Dan Hobér
- De 1990 à 1992 :  Bryan Lefley
- De 1992 à 1993 :  Nikolai Kazakov
- De 1993 à 1994 :  Perry Pearn
- De 1994 à 1997 :  Aleksandr Iakouchev
- De 1997 à 2000 :  Larry Huras
- De 2000 à 2001 :  Pierre Pagé
- De 2001 à 2002 :  Rostislav Čada
- De 2002 à 2003 :  Riccardo Fuhrer
- De 2003 à 2003 :  John Fritsche
- De 2003 à 2005 :  Serge Pelletier
- De 2005 à 2007 :  Pekka Rautakallio
- De 2007 à 2007 :  Larry Huras
- De 2007 à 2008 :  Jan Tlačil
- De 2008 à 2008 :  John Harrington
- De 2008 à 2008 :  Diego Scandella
- De 2008 à 2009 :  Rostislav Čada
- De 2009 à 2010 :  Benoît Laporte
- De 2010 à 2010 :  Diego Scandella
- De 2010 à 2012 :  Kevin Constantine
- De 2012 à 2015 :  Serge Pelletier
- De 2015 à 2017 :  Hans Kossmann
- De 2017 à 2017 :  Gordie Dwyer
- Depuis 2017 :  Luca Cereda

### Directeurs sportifs
- De 1997 à 2001 :  Jacques Noël[17]
- De 2001 à 2003 :  Gabriele Fransioli
- De 2003 à 2009 :  Peter Jaks
- De 2009 à 2013 :  Jean-Jacques Aeschlimann
- De 2013 à 2015 :  Serge Pelletier
- De 2015 à 2017 :  Ivano Zanatta
- Depuis 2017 :  Paolo Duca

### Présidents
- De 1947 à 1949 :  Enrico Guscetti[18]
- De 1950 à 1959 :  Giovanni Celio[19]
- De 1959 à 1961 :  Cherubino Juri[20]
- De 1961 à 1966 :  Bruno Croce[21]
- De 1966 à 1968 :  Giuseppe Guscetti[22]
- De 1968 à 1972 :  Ennio Rossetti[23]
- De 1972 à 1978 :  Lino Biasca[24]
- De 1978 à 1986 :  Numa Celio[25]
- De 1986 à 1990 :  Ivo Eusebio[26]
- De 1990 à 1992 :  Marco Lombardi[27]
- De 1992 à 1994 :  Bruno Moor[28]
- De 1994 à 1996 :  Tiziano Gagliardi[29]
- De 1996 à 2002 :  Emilio Juri[30]
- De 2002 à 2004 :  Carlo Barbieri[31]
- De 2002 à 2006 :  Gian Paolo Grassi[32]
- Depuis 2009 :  Filippo Lombardi[33]

## Supporters
L'hymne du club est La Montanara, entonné par le public après chaque victoire. Les rencontres contre le rival cantonal HC Lugano donnent lieu au derby tessinois marqué par le fort antagonisme entre les deux clubs. À de telles occasions, l'esprit de compétition sur le terrain peut atteindre des niveaux exagérés : le 23 janvier 1973 et le 10 janvier 1987 des échauffourées éclatent entre les joueurs des deux formations, obligeant à interrompre le match.
Le club dénombre plus de 21 groupes de supporters officiellement reconnus. Le principal, celui qui anime le plus la Curva Sud, est le "Gioventù Biancoblu" (créé en 1988). Les groupes de supporters ne s’arrêtent pas au Tessin, il existe des groupes en Suisse alémanique (à Berne, Uri, Schwytz, Zürich) en Suisse romande (Fribourg) et même en Italie.